# 華勒斯典藏館
華勒斯典藏館（The Wallace Collection）是位於英國倫敦的一座著名博物館。原本為英國慈善家理查·華勒斯爵士（Sir Richard Wallace, 1818-1890）相關家族幾世代之收藏與宅邸。1897年，理查·華勒斯遺孀將全部收藏與宅邸一併贈送給國家。無論就質或量，這在當時都屬罕見的一次珍貴贈與。華勒斯典藏館主要收藏15至19世紀之藝術與工藝珍品，其中尤以法國18世紀之收藏為豐。參觀華勒斯典藏館不需門票，附近地鐵站為龐德街站。

## 圖片

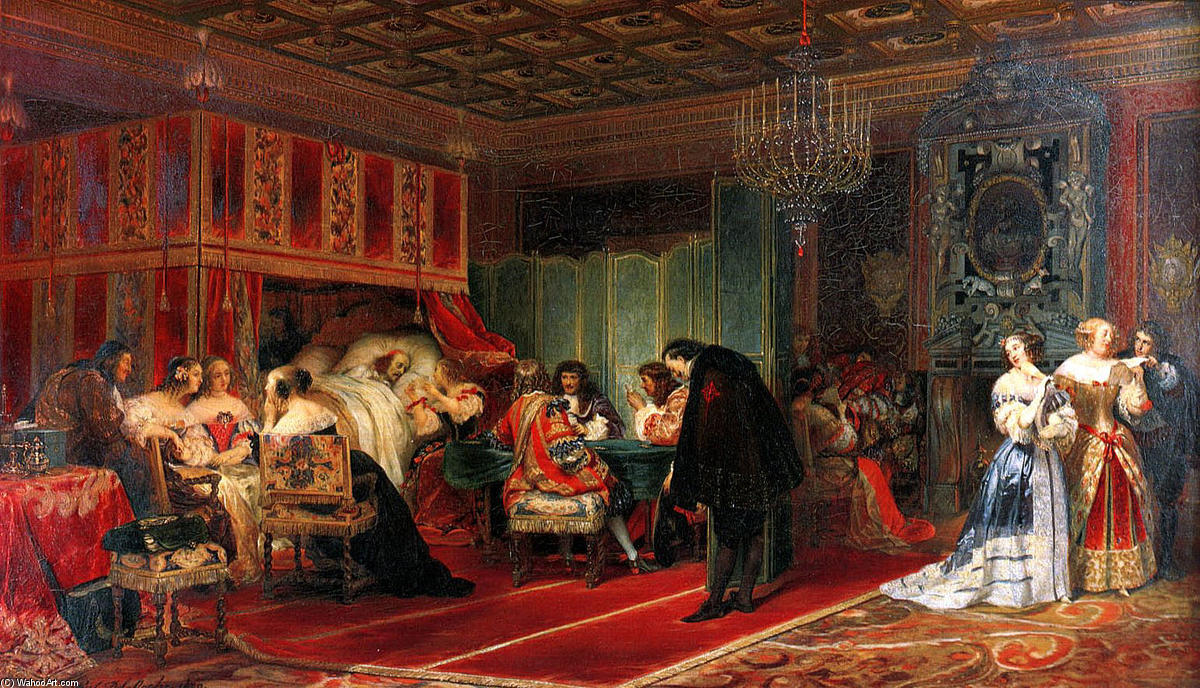
館藏法國畫家作品
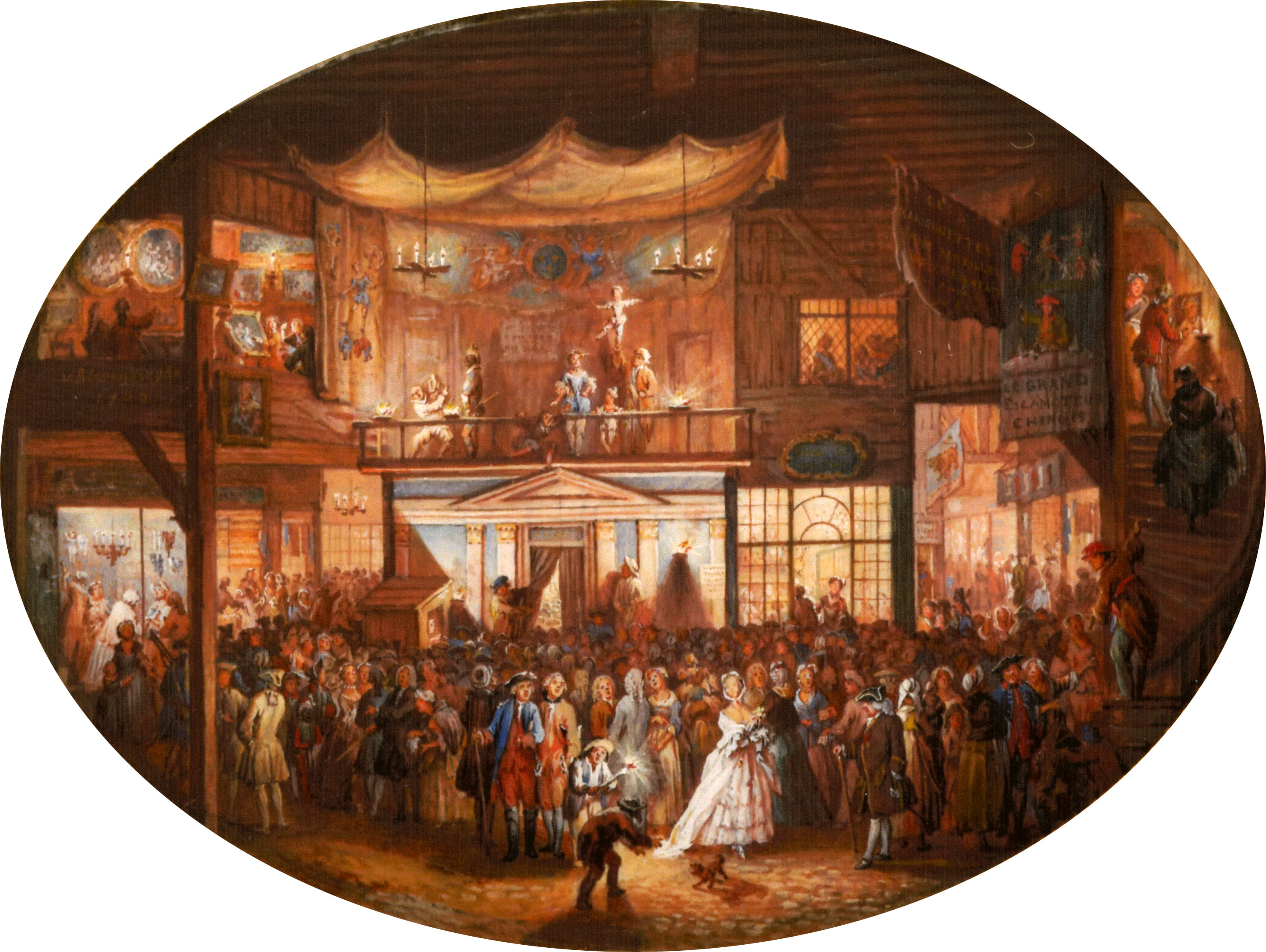
館藏法國畫家作品
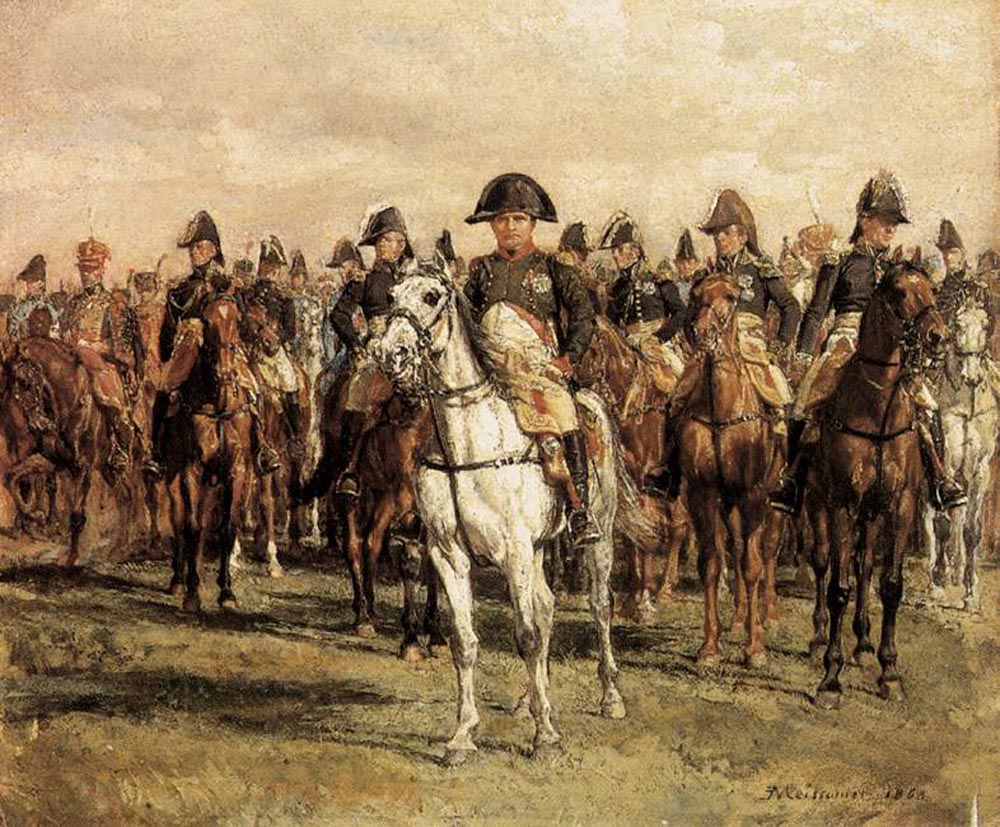
館藏法國畫家作品
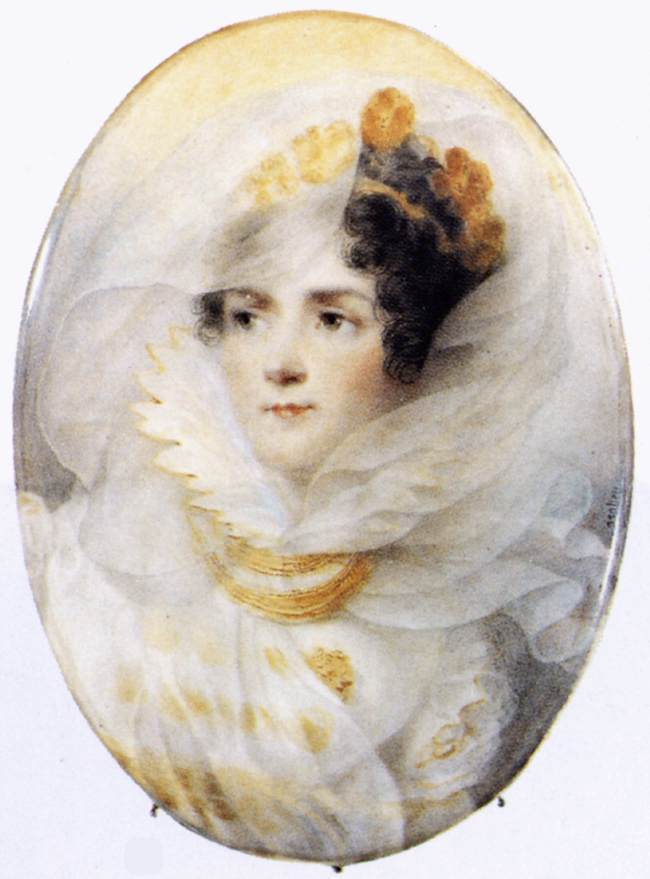
館藏法國畫家作品
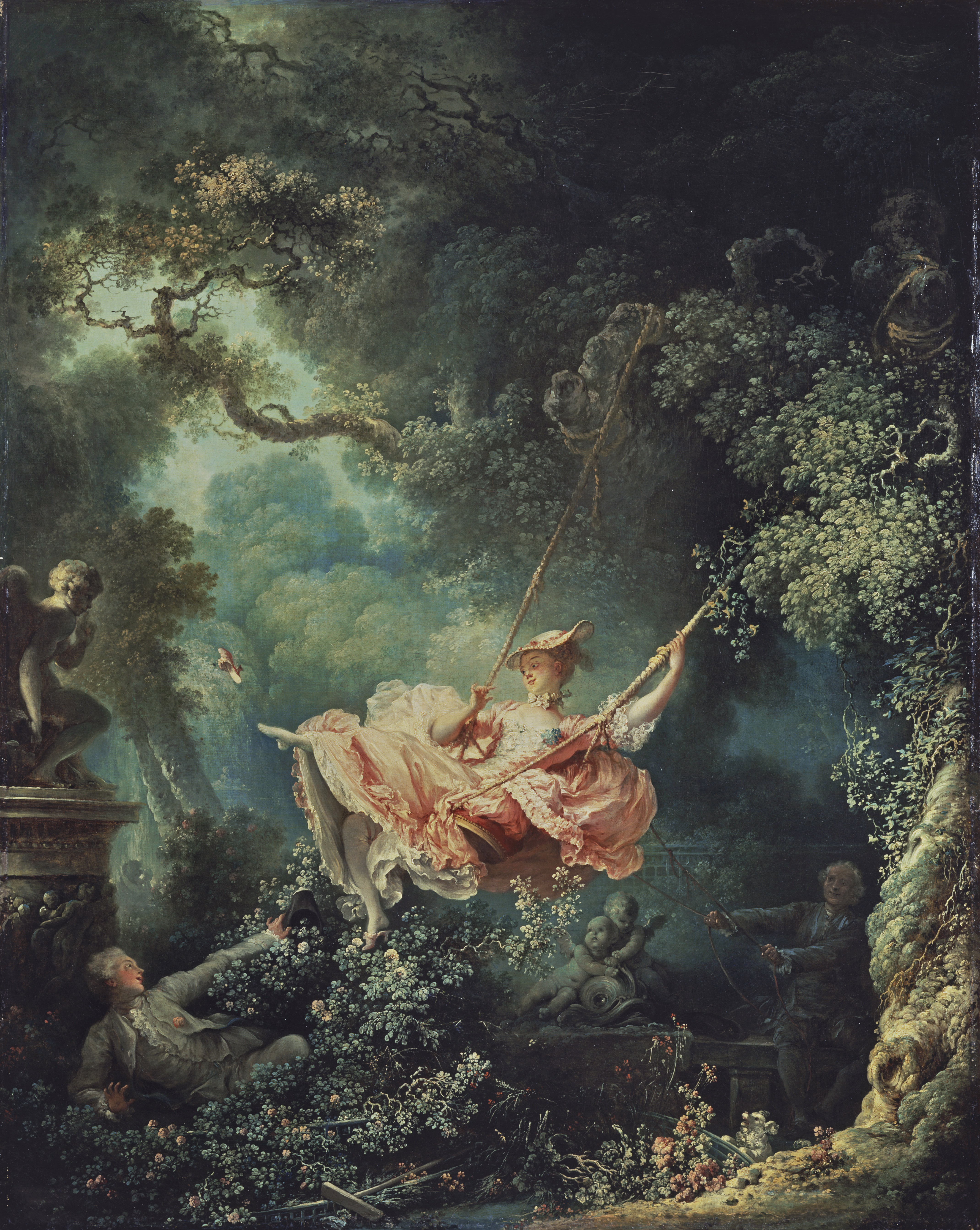
館藏法國畫家作品
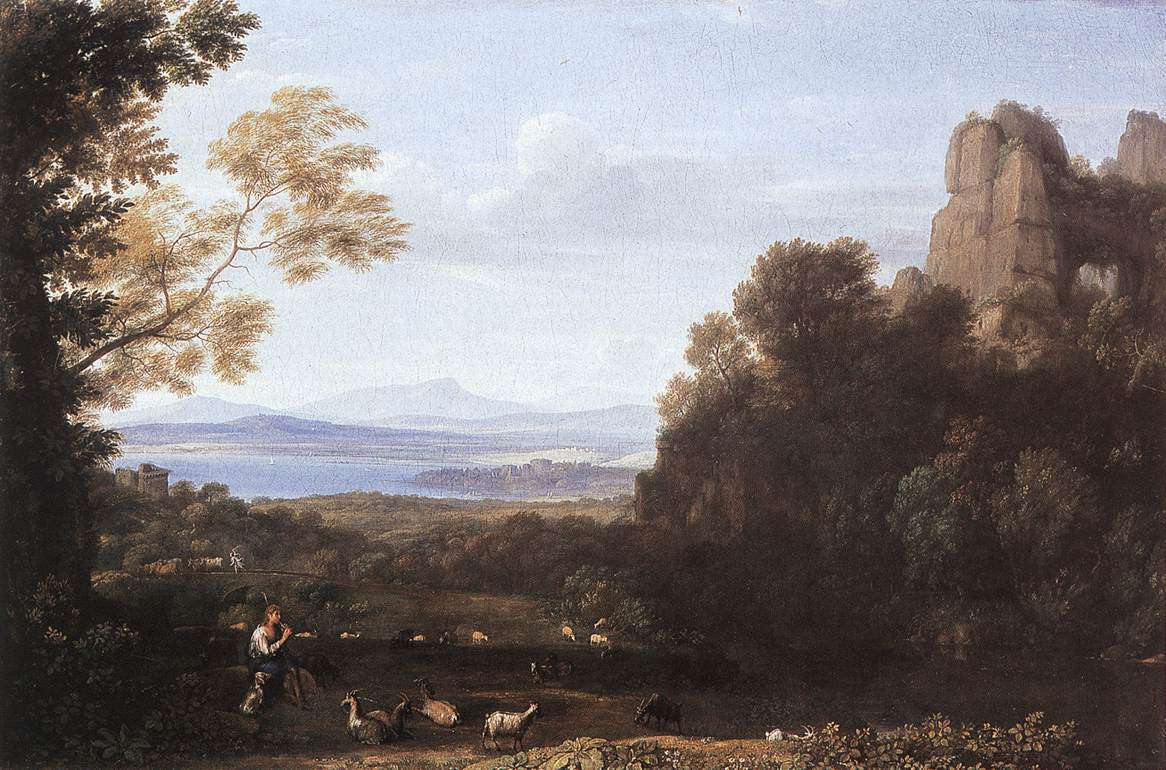
館藏法國畫家作品
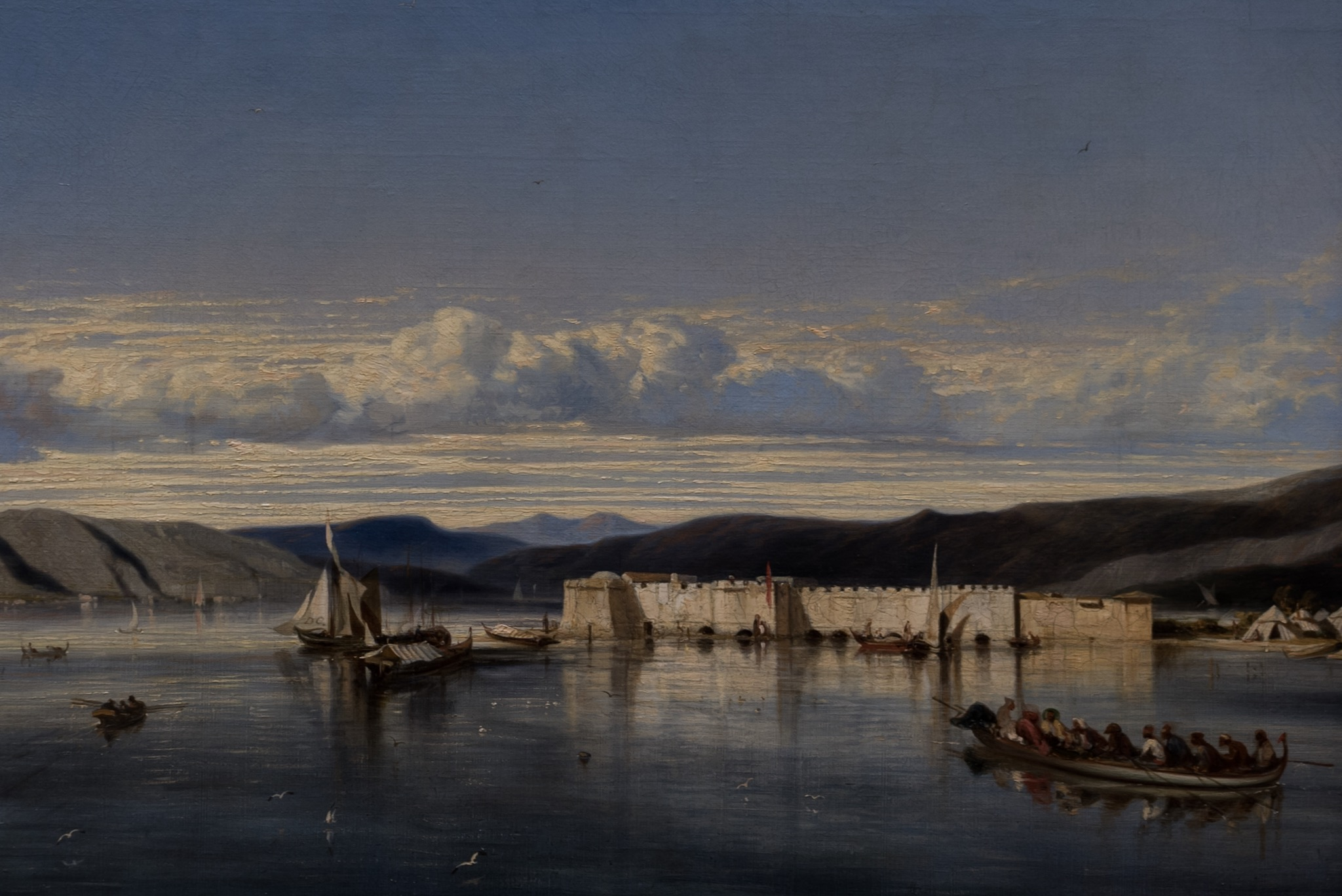
館藏法國畫家作品
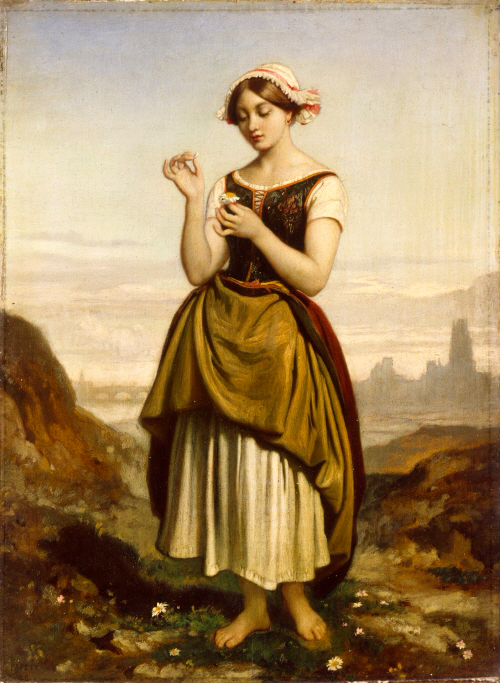
館藏法國畫家作品

## 外部連結
- 官方网站